# Jules Pacheu
Jules Charles Henri Pacheu, né le 28 avril 1860 à Rennes et mort le 2 septembre 1931 à Léhon,,, est un prêtre jésuite français, docteur en théologie, philosophe, psychologue, critique et poète.

## Biographie
Jules Pacheu est issue d'une ancienne famille bretonne originaire de Gaël en Ille-et-Vilaine. Il est le fils d'Emile Pacheu, inspecteur des contributions directes et d'Adèle Françoise Guillemot. Il entre au noviciat le 8 mai 1881 et poursuit sa formation entre Angers et le Royaume-Uni. Il prononce ses vœux définitifs le 2 février 1900. Ordonné prêtre en 1893 à Jersey, il commence son ministère à Paris.
Il quitte l'Ordre des Jésuites le 24 mai 1903 chercheur indépendant intègre le diocèse de Rennes la même année mais réside à Paris jusqu'en 1920. Professeur à l'Institut catholique de Paris, il donne des conférences apologétiques.
Nommé prêtre habitué de la cure de Saint-Servan-sur-Mer en 1920, il sera vicaire du Cambout jusqu'en 1926, il meurt hospitalisé à l'asile d'aliéné de Léhon, tenu par les Frères de Saint Jean de Dieu, en 1931,.

### Œuvres

#### Articles
- La Paroisse Saint-Hellier de Rennes - Mémoire de la Société Archéologique d'Ille-et-Vilaine, Tome XXIII, 1894, pages 245 à 288.
- A Propos de Joris-Karl Huysmans - Revue Arlequin, N°1, Paris, décembre 1909.

#### Essais
- Introduction à la Psychologie des Mystiques - 140 pages in12 éd. Oudin, 1901.
- Du Positivisme au mysticisme, étude sur l'inquiétude religieuse contemporaine - A. Comte, Schopenhauer, Renan, Nietzsche, Tolstoï, Occultisme, Christianisme - 355 pages, in8 éd. Bloond, Paris, 1906.
- Pschycologie des Mystiques chrétiens: Les Faits, les Poèmes de la conscience Dante et les Mystiques - 400 pages, in12, Perrin et Cie, Paris 1909.
- Psychologie des Mystiques: Critique des faits L'Expérience mystique et l'activité subconsciente. in12.
- L'Expérience Mystique et l'activité subconsciente - éd. Perrin, Paris 1911.
- Alceste au Couvent, étude d'une âme - 245 pages, in8 éd. Figuière, 1912.
- De Dante à Verlaine, étude d'idéalistes et de mystiques - Dante, Spencer, Huysmans, Verlaine - 288 pages in8 éd. Tralin, Paris, 1912.
- Jacopone da Todi, Frère mineur de Saint François, auteur présumé du Stabat Mater - 398 pages in12 éd. P. Tralin, imp. Wrappers, 1914.
- Les Béatitudes de l'Evangile, Morale de maîtres ou morale d'esclaves ? Méditation sur l'idéal chrétien de la vie - 287 pages, in12 éd. A. Tralin, 1916.

#### Poèmes
- Devant le Christ - Vers de jeunesse - 36 pages, éd. F. Simon, Rennes, 1905.